# Steve Hillage

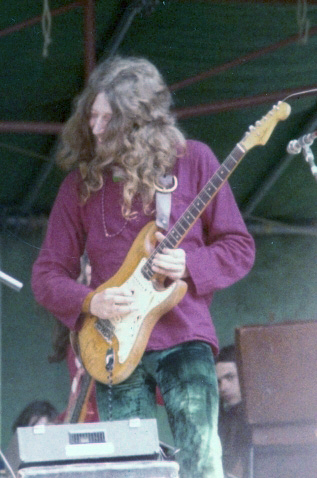
Steve Hillage (1974)

Steve Hillage (* 2. August 1951 in Chingford, London, als Stephen Simpson Hillage) ist ein britischer Musiker und Produzent. In den frühen 1970er Jahren war er Gitarrist bei der Band Gong. Ab dem Jahr 1975 veröffentlichte Hillage mehrere Alben unter seinem eigenen Namen.   
1991 gründete er mit Miquette Giraudy das Projekt System 7, das Alben mit elektronischer Musik veröffentlichte.

## Leben
Steve Hillage schloss sich während der Schulzeit in den 60er Jahren als Gitarrist der Progressive-Rock-Band Uriel an, die neben ihm aus Keyboarder Dave Stewart (* 1950), Bassist Mont Campbell (* 1950) and Drummer Clive Brooks (* 1949) bestand. Hillage verließ die Band 1968, um sich seinem Studium zu widmen. Die anderen Mitglieder formierten anschließend die Band Egg, nahmen jedoch mit Hillage unter dem Gruppennamen Uriel 1969 noch das Album Arzachel auf. 1971 gründete Hillage abermals mit Dave Stewart die Gruppe Khan, die 1972 ihr Album Space Shanty einspielte.
Hillage stieg 1972 als Gitarrist in der Band von Kevin Ayers ein und wechselte dann zu der damals von Daevid Allen geleiteten Formation Gong, mit denen er drei Alben, die sogenannte Radio Gnome Trilogie, einspielte. 1974 kam auch Hillages Freundin Miquette Giraudy (* 9. Februar 1953 in Nizza) zu Gong. Hillages Gitarrenspiel war bei Gong durch Passagen geprägt, in denen sein Instrument mittels Echoeffekten verdoppelt wird, während er Solomelodien über die Echoloops spielt. Giraudy trug zum Klang von Gong anfangs mit Gesang und später auch als Ersatz für Tim Blake mit futuristischen Klängen am Synthesizer bei. Anlässlich einiger Konzerte war auch wieder Dave Stewart (der inzwischen Hatfield & The North gegründet hatte) bei Gong involviert. Neben der Tätigkeit bei Gong wirkte Hillage 1974 außerdem beim zweiten Album der Gruppe Egg mit.
1975 nahm Hillage mit Miquette Giraudy und Dave Stewart sowie den Gong-Kollegen Pierre Moerlen, Didier Malherbe, Mike Howlett und Tim Blake sein erstes Soloalbum Fish Rising auf. Als das Plattenlabel Virgin Records im selben Jahr Moerlen zum Kopf von Gong ernannte und dieser andere musikalische Ziele zu verfolgen begann, trennten sich Hillage und Giraudy von Gong zum Ende des Jahres. Da sich sein Soloalbum als Verkaufserfolg abzuzeichnen begann, fiel die Trennung von Gong leicht und Hillage formierte für künftige Projekte wechselnde neue Musiker um sich und Giraudy.
Auf dem Album L von 1976 spielte das Paar mit dem Trompeter Don Cherry, dem Keyboarder Roger Powell, dem Schlagzeuger Willie Wilcox sowie dem Bassisten Kasim Sulton aus Todd Rundgrens Band Utopia. Das darauf folgende Album Motivation Radio von 1977 ist insbesondere von der Zusammenarbeit mit Malcolm Cecil und dessen Riesen-Synthesizer T.O.N.T.O. geprägt. Das Album Green (1978) wurde von Nick Mason (Pink Floyd) produziert, der zuvor schon als Produzent eines Albums von Gong in Erscheinung getreten war. Hillage, der damals vollbärtig, langhaarig und in wallenden weißen Gewändern auftrat, konnte auch live überzeugen: Am 20. März 1977 filmte der WDR in seiner Reihe Rockpalast ein Konzert in der Otto-Hahn-Schule in Bensberg bei Köln. 1979 erschien auf dem Album Live Herald eine Zusammenstellung von Konzertaufnahmen, die in unterschiedlichen Besetzungen 1977/78 entstanden waren, darunter auch mit Clive Bunker, dem Schlagzeuger von Jethro Tull.
1977 war Hillage an dem von Nik Turner (Hawkwind) und Harry Williamson initiierten Anti-Atom-Projekt Radio Actors und deren Single Nuclear Waste beteiligt, wo außer ihm auch die ehemaligen Gong-Kollegen Mike Howlett und Gilli Smyth (1933–2016) sowie Steve Broughton und Sting zu hören waren. Mit Gong stand er außerdem bei einer einmaligen Reunion 1977 in Paris auf der Bühne. In den späten 1970ern fanden die neu aufkommenden Stile Punk und New Wave ihren Niederschlag auf seinem Album Open, wenngleich diese Stile auch zum Niedergang vieler Bands der 70er und letztlich auch zum Sinken von Hillages Popularität führten. Dieser wandte sich unterdessen verstärkt elektronischen Instrumenten zu. Das 1979 erschienene Album Rainbow Dome Music enthält lediglich zwei seitenfüllende ruhige Stücke, die von Hillage und Giraudy überwiegend mit Keyboards und Synthesizern eingespielt worden waren. Ebenfalls nur noch im Duo entstand 1982 das Album For To Next – And Not Or.
In den 1980er Jahren veröffentlichte er nur noch wenig unter eigenem Namen, sondern trat vielmehr als Produzent anderer Künstler auf, u. a. bei den Simple Minds, Cock Robin, Tony Banks und Robyn Hitchcock, später auch bei The Charlatans.

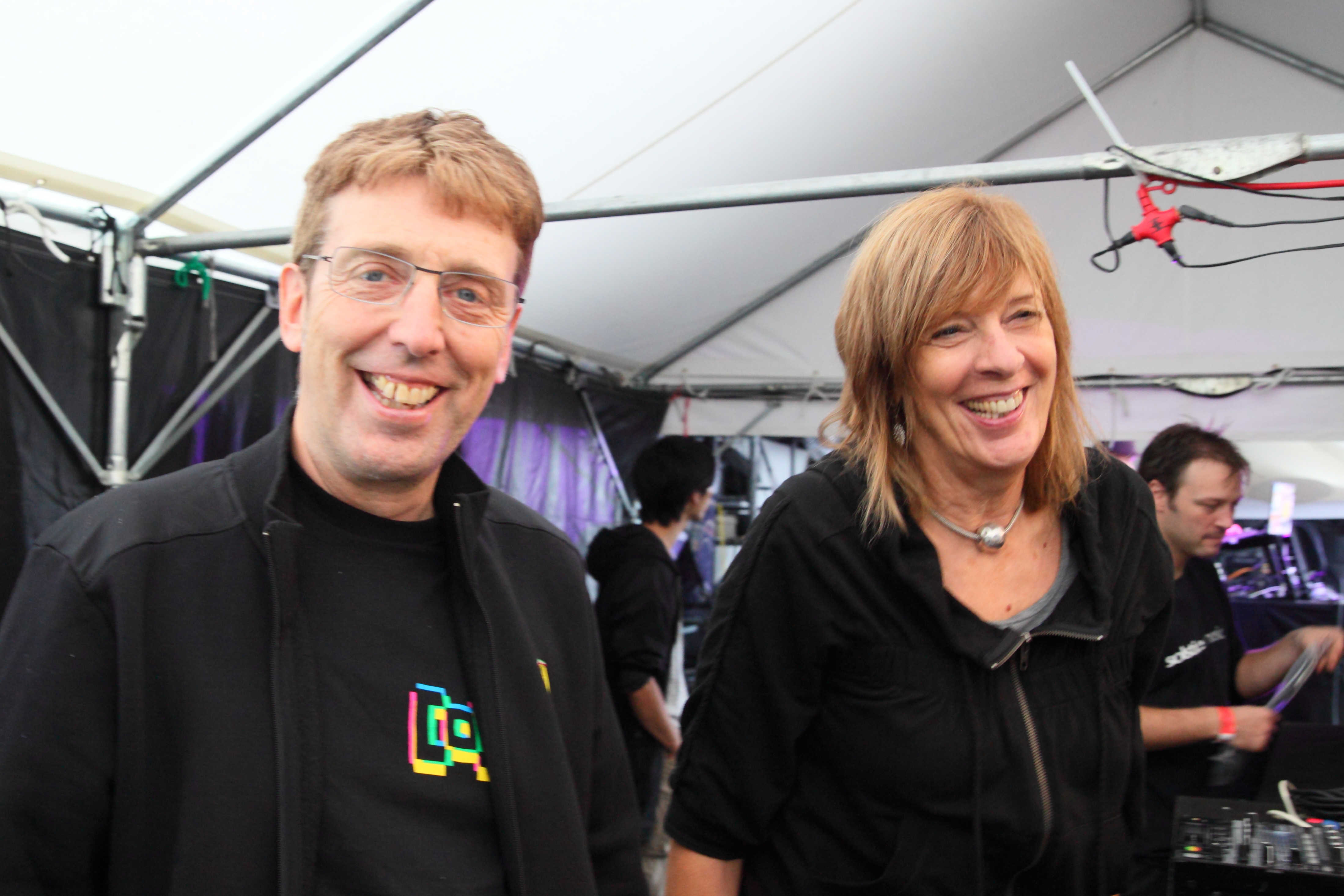
Steve Hillage und Miquette Giraudy 2010

Um 1990 avancierten Hillages ruhigere, ältere Aufnahmen wie Rainbow Dome Musick zu gerne gespielten Klassikern im Ambient- und Chill-Out-Bereich. Aus einem zufälligen Kontakt mit dem DJ Alex Paterson, der bei einer Veranstaltung auch die Platte spielte, entwickelte sich eine Zusammenarbeit mit dessen Projekt The Orb und daraufhin die Gründung des Projekts System 7 (angelehnt an das damals auf Apple-Computern herrschende Betriebssystem), abermals mit Miquette Giraudy an elektronischen Instrumenten. System 7 hat seit dem gleichnamigen Debütalbum von 1991 zahlreiche Alben veröffentlicht. Der Sound des Projekts deckt inzwischen eine große Bandbreite zwischen eher seichtem Ambient-Pop bis hin zu Acid House und hartem Detroit-Techno ab. Das 1994er Album Point 3 kam gleich in zwei Versionen auf den Markt; der Fire Album betitelte Mix war beatlastig und technoid gemischt, während die Water Album genannte Ambientversion auf Beats weitgehend verzichtete. Von System 7 erschien auch eine Vielzahl von Maxisingles, auf denen DJ-Größen wie Richie Hawtin, Carl Craig und Derrick May den Remix besorgten. System 7 trat live sowohl als Band als auch als Duo (Hillage/Giraudy) in Erscheinung.
Seit Mitte der 90er Jahre arbeitet Hillage zudem als Gitarrist mit dem algerischen Raï-Interpreten Rachid Taha, dessen Show 1, 2, 3 Soleils er auch produzierte.
1994 spielte Hillage den Soundtrack zum Spiel Cyberwar von SCi ein. Einer limitierten Gesamtausgabe des Spiels lag der Soundtrack als Audio-CD bei. Die 4 ersten Stücke darauf sind eindeutig ihm zuzuordnen. Stilistisch ähneln sie seinen Arbeiten mit System 7.
Im Jahr 2004 wirkten Hillage und Giraudy auf dem Album Spirals In Hyperspace der Ozric Tentacles mit, im Jahr 2006 waren sie außerdem mit der Steve Hillage Band und für ein einmaliges Gastspiel auch wieder mit Gong zu sehen. Im Frühjahr 2007 sind seine acht Soloalben von 1975 bis 1983 als digital remasterte CDs erschienen.

## Diskografie

### Mit Uriel
- Arzachel (1969)

### Mit Khan
- Space Shanty (1972)

### Mit Gong
- Flying Teapot (1973)
- Angel’s Egg (1973)
- You (1974)
- Live At Sherwood Forest ’75 (2005)
- Live At The UnCon 2006 (Videoalbum)
- 2032 (2009)

### Als Steve Hillage
- Fish Rising (1975)
- L (1976, UK: Silber)[1]
- Motivation Radio (1977)
- Green (1978)
- Live Herald (1979)
- Rainbow Dome Musick (1979)
- Open (1979)
- For to Next/And Not Or (1983)
- BBC Radio 1 Live 1994
- Light in the Sky 2003
- Live at Deeply Vale Festival 1978 (2004)
- Evan Marc & Steve Hillage – Dreamtime Submersible (2008)
- Live at Rockpalast – 20th March 1977 (2014)

### Mit System 7
- System 7 (1991)
- 777 (1993)
- Point 3 Fire / Water (1994)
- Power of Seven (1996)
- Golden Section (1997)
- Seventh Wave (2001)
- Encantado (2004)

### Soundtrack
- L’Enfant Lion (dt.: Sirga – Die Löwin, 1993), mit Salif Keïta